# Leptura plebeja
Leptura plebeja là một loài bọ cánh cứng trong họ Cerambycidae.